# Eggerella
Eggerella es un género de foraminífero bentónico de la subfamilia Eggerellinae, de la familia Eggerellidae, de la superfamilia Eggerelloidea, del suborden Textulariina y del orden Textulariida. Su especie tipo es Verneuilina bradyi. Su rango cronoestratigráfico abarca desde el Eoceno hasta la Actualidad.

## Discusión
Clasificaciones previas incluían Eggerella en la superfamilia Textularioidea, del suborden Textulariina y del orden Textulariida.

## Clasificación
Se han descrito numerosas especies de Eggerella. Entre las especies más interesantes o más conocidas destacan:
- Eggerella bradyi
- Eggerella columna
- Eggerella decepta
- Eggerella ihungia

Un listado completo de las especies descritas en el género Eggerella puede verse en el siguiente anexo.